# Дхронеккен
Дхронеккен (нем. Dhronecken) — община в Германии, в земле Рейнланд-Пфальц. 
Входит в состав района Бернкастель-Витлих. Подчиняется управлению Тальфанг ам Эрбескопф.  Население составляет 127 человек (на 31 декабря 2010 года). Занимает площадь 1,45 км².

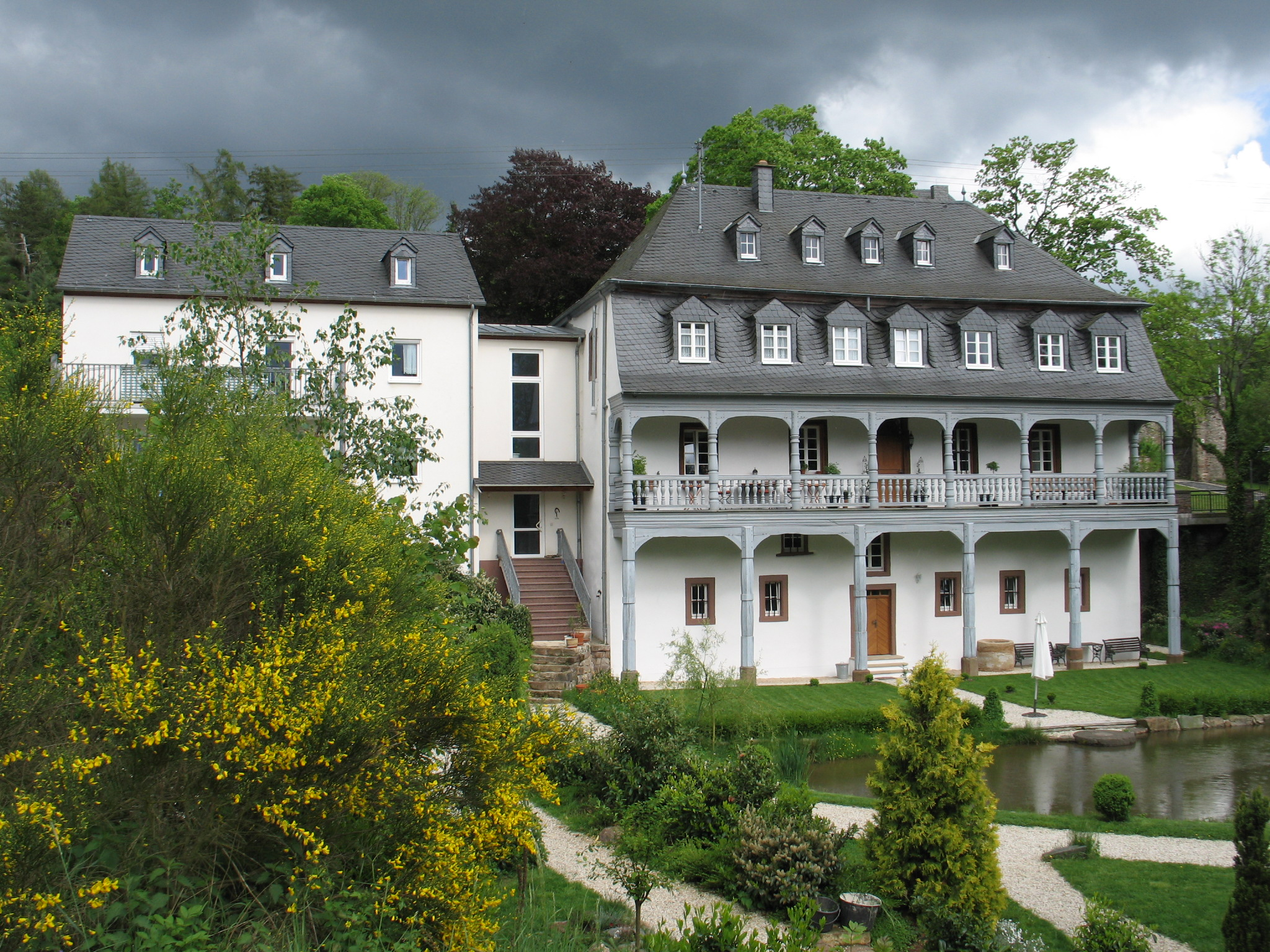
Дхронеккен

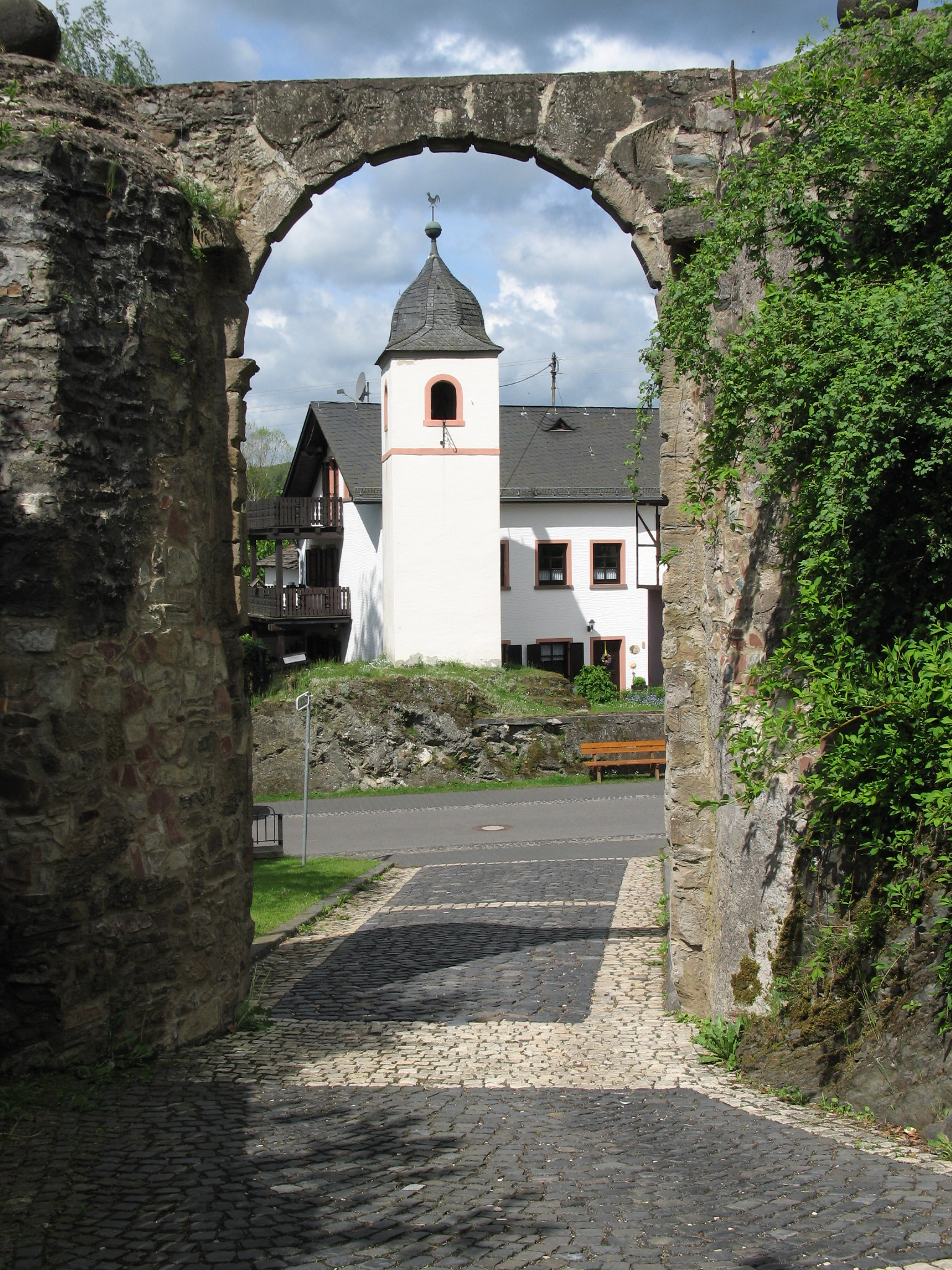
Дхронеккен